# Albert Bumstead
Albert Hoit Bumstead (1875–1940) was een Amerikaans cartograaf. Hij was het eerste hoofd van de cartografische dienst van de National Geographic Society tussen 1915 en 1939. Hij was de uitvinder van een zonnekompas dat werd gebruikt door Richard Byrd bij zijn vlucht over de Noordpool in 1926.